# Metaplasia

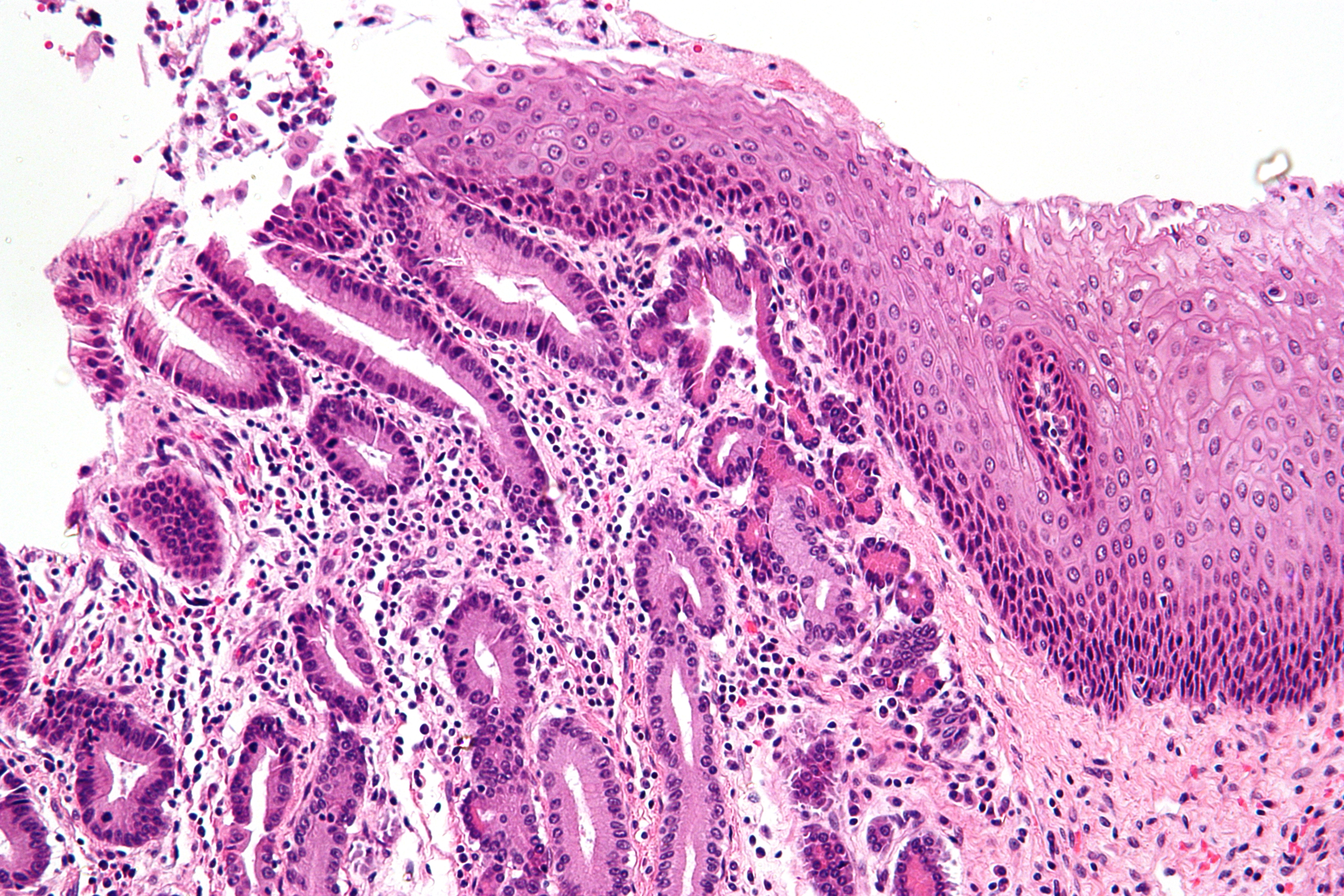
Metaplasia acinosa del pancreas

La metaplasia è una modificazione reversibile (per cui si può ancora recuperare la funzione). Si ha quando un tipo cellulare viene sostituito da un altro tipo cellulare (è diverso dal fenotipo tumorale dove vi è solo sdifferenziamento o dedifferenziamento).

## Descrizione
La trasformazione di un tipo cellulare in un altro tipo cellulare, avente la medesima differenziazione ontogenetica, è un processo che coinvolge l'esposizione del tessuto in questione a stimoli non propri (es. processi infiammatori di tipo cronico). La variazione nell'espressione fenotipica non è da relazionarsi con una variazione genotipica, ma con una differente espressione genica (preesistente nel genoma cellulare) indotta da una variazione nella stimolazione ambientale.
Il processo metaplasico non produce un danno strutturale, bensì un danno funzionale dovuto alla perdita delle caratteristiche tipiche di quel tessuto (o di una sua regione).
La reversibiltà del processo metaplasico è dovuta al fatto che, essendo il genoma cellulare integro e conservato, al ristabilirsi delle condizioni di optimum sarà sempre possibile, per la cellula, esprimere nuovamente i geni precedentemente repressi.
I processi metaplasici possono indurre la formazione di neoformazioni non tumorali dovute a iperplasia da stimolo (ormonale, chimico, fisico), come, ad esempio, i polipi intestinali.
L'eccessiva esposizione a stress dei tessuti metaplasici può dare origine ad alterazioni nella replicazione mitotica con danno genomico (mutazione, delezione,...); queste alterazioni genomiche possono dar luogo alla formazione di neoplasie (es. polipi intestinali che si trasformano in cancro al colon).
Esiste, poi, un fenomeno che prende il nome di prosoplasia o metaplasia evolutiva, che consiste nella trasformazione di una cellula in un'altra appartenente alla stessa linea cellulare (es. epitelio pavimentoso semplice non cheratinizzato che si trasforma in un epitelio pavimentoso semplice cheratinizzato).

## Esempi di metaplasia
Si può ad esempio avere metaplasia:
1. nell'enfisema, dove l'epitelio cilindrico polmonare diventa pavimentoso stratificato;
2. nei dotti biliari, ghiandole salivari, pancreas, con formazione di calcoli che vanno ad ostruire il dotto e quindi l'epitelio si adatta per diminuire l'attrito diventando epitelio pavimentoso stratificato;
3. deficit di Vitamina A che porta alla metaplasia pavimentosa dell'epitelio respiratorio.
4. nel tratto inferiore dell'esofago, dove in caso di reflusso gastro-esofageo, il danno continuato provoca il cambiamento da epitelio pavimentoso a cilindrico, condizione denominata Esofago di Barrett, importante fattore di rischio che aumenta l'eventuale possibilità d'insorgenza di un Adenocarcinoma.

Se lo stimolo persiste può svilupparsi una lesione neoplastica, in quanto un continuo stimolo a proliferare può portare con maggiore facilità ad una cellula mutata.
L'esempio più classico di metaplasia è quello indotto dal fumo. Il fumo di sigaretta (o di altra origine) è una sostanza caratterizzata, fondamentalmente, da due fattori:
- è caldo
- contiene sostanze chimiche attive (es. nicotina, catrame)

Entrambi questi fattori sono dannosi per l'integrità strutturale dell'epitelio respiratorio per le seguenti ragioni:
- il calore, è un fattore traumatico di origine termica; provoca una modificazione nell'integrità di membrana che altera l'equilibrio osmotico cellulare, provocando:

1. Edema
2. Attivazione del processo infiammatorio

le sostanze chimiche contenute nel fumo e che derivano dalla combustione sia del principio attivo (es. nicotina) che degli altri componenti della sigaretta (es. carta, catrame,...), hanno proprietà mutagene.
Nel caso specifico del fumo, quindi, associamo un evento traumatico all'azione mutagena (oncogena) di determinate sostanze; questa  è la ragione per cui in un fumatore accanito si rinviene sempre una metaplasia dell'epitelio respiratorio che, spesso, evolve in un processo neoplastico (es. carcinoma polmonare).